# 北海道ガス硬式野球部
北海道ガス硬式野球部（ほっかいどうガスこうしきやきゅうぶ）は、北海道札幌市に本拠地を置き、日本野球連盟に加盟している社会人野球の企業チームである。
運営母体は、北海道のガス事業を手掛ける北海道ガス。

## 概要
北海道のガス事業を展開していた北海道ガスが、2016年に電力が自由化され、一般ガス事業者から総合エネルギー企業へ転換する中で、グループ会社も含めた社員の一体化を図る必要性が生まれたこともあり、2017年の年頭訓示で硬式野球部の設立を表明。2019年度に創設する方向で社内で準備を始めたところ、同年JR北海道硬式野球が会社の業績悪化を理由に野球部をクラブチーム化することを決定。北海道から民間企業チームが消滅したのを受けて日本野球連盟北海道地区連盟からも道内社会人野球の牽引役となれるチームの設立を打診されていたことで、野球部創設を1年前倒しして2018年に日本野球連盟に加盟した。北海道地区での新たな企業チームの誕生は1998年に創設されたサンワード貿易硬式野球部（2005年に廃部）以来20年ぶり。
野球部の監督にはバルセロナオリンピック野球日本代表で社会人野球日本代表のコーチ・監督を務めた小島啓民、ヘッドコーチに元サンワード貿易硬式野球部監督の渡部勝美が就任。大学卒業の9人、高校卒業の2人（2017年夏の甲子園に出場した北海道滝川西高等学校卒業の選手）の新卒11人に加え、社内公募により硬式野球経験者5人が加わり16人で創部された。
チームは4月に創部されたが、5月に行われる第89回都市対抗野球大会北海道予選には出場せずに、9月に行われる第44回社会人野球日本選手権大会北海道予選から公式戦に参加。この大会では優勝した室蘭シャークスに勝利して公式戦初勝利を挙げた。
同年11月には室内練習場が完成した。
2020年3月末に小島が監督を退任したことで、4月よりヘッドコーチの渡部が監督を代行。2021年2月1日付で元熊谷組野球部監督の清水隆一が新監督に就任した。
2021年シーズン、第46回社会人野球日本選手権大会の北海道予選を勝ち抜き、全国大会初出場を果たした。9月20日には都市対抗野球・北海道予選を勝ち抜き、第92回都市対抗野球大会への初出場が決定した。
2022年シーズン、都市対抗に2年連続で出場すると、1回戦で川崎市・東芝に勝利し、大会初勝利を挙げた。

## 設立・沿革
- 2018年（平成30年）：創部
- 2021年（令和3年） :都市対抗野球初出場。

## 主要大会の出場歴・最高成績
- 都市対抗野球大会 - 出場4回
- 社会人野球日本選手権大会 - 出場1回

## 元プロ野球選手の競技者登録
- 伊藤博（元：読売ジャイアンツコーチ） - 野手コーチ（2019年 - 2021年）